# Snovsk
Snovsk (em ucraniano:   Сновськ) é uma cidade da Ucrânia, situada no Oblast de Tchernihiv. Tem 12,8 km² de área e sua população em 2025 foi estimada em 10.468 habitantes.